# Die Dachstube
Die Dachstube war eine am 6. August 1915 in Darmstadt gegründete künstlerisch literarische Zeitschrift, deren letztes Exemplar im November 1918 erschien. 

## Geschichte
Die Zeitschrift wurde von dem fünfzehnjährigen Joseph Würth, Gymnasiast am Ludwig-Georgs-Gymnasium, auf dem Dachboden seines Elternhauses in der Hoffmannstraße 19 in Darmstadt gegründet. Hervorgegangen war das Unternehmen aus einem Kreis literarisch interessierter Gymnasiasten. Würths Mitschüler am Gymnasium Friedrich Carl Lehr, Ludwig Breitwieser, Karl Roller und Ernst Müller unterstützten ihn bei der Gründung der Zeitschriften bzw. des Verlags. Sie sollten später alle der Darmstädter Sezession angehören. Nachdem die ersten Ausgaben noch hektographiert worden waren, schaffte man bald eine Druckerpresse und einen Setzkasten an und verbreitete Die Dachstube und später, ab November 1918, Das Tribunal im Druck. Beim Drucker Menzlaw in der Darmstadter Hügelstraße hatte sich Würth in das Handwerk des Druckens einführen lassen –, danach kaufte er dann eine Boston-Tiegelpresse.
Die Zeitschrift war zunächst im Großherzogtum Hessen verbreitet. Nach und nach verbreitete sie sich jedoch über die Landesgrenzen hinaus. Daraus entstand der Verlag gleichen Namens, welcher 1927 von Dachstuben-Verlag in Darmstädter Verlag – Handpresse Joseph Würth umbenannt wurde.
1918 erschien mit einer Auflage von 20 Exemplaren die Mappe Köpfe als dritte Ausgabe der Dachstube. Sie enthielt 6 Linolschnitte von Carl Gunschmann.
Im selben Jahr publizierte Fritz Usinger dort seinen ersten Gedichtband Der ewige Kampf mit 4 Original-Lithographien von Carl Gunschmann in einer Auflage von 150 von Hand nummerierten Exemplaren sowie Verse von Wilhelm Merck in einer Gesamtauflage von 200 von Hand nummerierten Exemplaren, Ausgabe A  (Nr. 1 – 50), „auf gutes Papier“ [Verlagswerbung] mit 6 von Carl Gunschmann handsignierten Original-Lithographien, davon eine auf dem Umschlag und Ausgabe B (Nr. 51 – 200), „auf Bütten (kleines Format)“ [Verlagswerbung] mit 3 Original-Linolschnitten von Carl Gunschmann.
1919 fertigte Werner Heuser Lithografien, als Illustrator des Verlags, für den Gedichtband Der Vorläufe von Wolfgang Petzet, welcher 1924 veröffentlicht wurde.
1920 veröffentlichte Max Krell den Band Entführung von mit 4 Original-Lithographien von Carl Gunschmann in einer von Auflage 250 von Hand nummerierten Exemplaren.
1921 veröffentlichte Paul Thesing grafische Arbeiten im Verlag Die Dachstube.
1924, im Frühjahr, erschien die erste Mappe im Auftrag der Darmstädter Sezession, hergestellt und publiziert vom Verlag Die Dachstube. Darin waren handsignierte Blätter von Jakob Kahn, Erna Pinner, Josef Eberz, Adam Antes, Hermann Keil, Theodor Caspar Pilartz und Carl Gunschmann.
1927 publizierte der Verlag den Band Irdisches Gedicht von Fritz Usinger mit 4 Original-Radierung von Carl Gunschmann in einer Auflage von 150 von Hand nummerierte Exemplaren.

## Mitglieder
Mitarbeiter der Zeitschriften waren unter anderem Max Beckmann, Carlo Mierendorff, Theodor Haubach, Hans Schiebelhuth, Kasimir Edschmid, Oskar Kokoschka, Max Krell, René Schickele, Ernst Toller und Fritz Usinger.

## Quelle
- Darmstadt Stadtlexikon: Dachstube.